# Victorino Silva
Victorino Silva (Mesquita, 29 de março de 1939) é um dos mais antigos cantores de música evangélica brasileira. Também é pastor da Assembleia de Deus.

## Biografia
Victorino nasceu numa família pobre, na Baixada Fluminense, e acabou perdendo a mãe e o pai ainda criança. As perdas, somadas à discriminação social por ter um braço deficiente, acabaram impactando a vida de Victorino e o conduzindo ao mundo do crime e dos vícios. Além do roubo, também se enveredou pelas drogas e chegou até a tomar conta de boca de fumo.
Foi no médico que foi detectado um câncer nos pulmões. Nessa época ele tinha um conjunto e fazia shows. Cantava em emissoras como a Rádio Nacional e a Rádio Tupi e conhecia diversos artistas. O câncer, envolvendo uma tuberculose, tinha tomado o pulmão direito e já passava para o esquerdo. Diante do desengano do médico, o cantor afirma que se converteu no ano de 1959, quando tinha 19 anos de idade. A cura da doença veio com a oração feita naquela casa.
Como cantor na igreja, era convidado pelo pastor Paulo Leivas Macalão para cantar no púlpito, e o talento o fez gravar um compacto simples em 1963. Era o primeiro trabalho de uma série que nunca mais parou.

## Discografia
Esta discografia reúne parte da produção do cantor, que dentre os trabalhos mais consagrados, está o LP Não Chores Mais, agora relançado pela gravadora Bompastor.
1. Consola o Meu Coração - compacto (Favoritos Evangélicos, 1970)
2. O Tema da Minha Canção (Favoritos Evangélicos, 1971)
3. Consola o meu Coração (Favoritos Evangélicos, 1972)
4. Saí a Procurar (Favoritos Evangélicos, 1973)
5. Deus Tem Um Plano (Rosa de Saron, 1974)
6. Santo Espírito (Doce Harmonia, 1975)
7. Jubila Irmão (Doce Harmonia, 1976)
8. Olhando o Céu (1976)
9. Existe um Rio
10. Dia após dia
11. És (Bompastor, 1981)
12. Não Chores Mais (EdiPaz/Bompastor, 1983)
13. Milhares de milhares (Evangélico, 1985)
14. Deus e a Natureza
15. Há um Porquê (Bompastor, 1987)
16. O Saber (Bompastor, 1989)
17. In Concert: Glorifica, Simplesmente Servo (Bompastor, 1989)
18. O Novo Paz Maior (Rosa de Saron, 1991)
19. Aquela gota a Mais (Nancel, 1995)
20. Bom Samaritano (Line Records, 1997)
21. Duas Gerações a Serviço do Rei (Independente, 2000)
22. Deus Muda Situações (Patmos Music, 2000)
23. Clássicos - Vol.1 (Patmos Music, 2000)
24. Os Portais (Patmos Music, 2005)
25. Clássicos - Vol.2 (Patmos Music, 2006)
26. Vale a Pena Viver (Patmos Music, 2008)
27. DVD Ao Vivo (Patmos Music, 2009)
28. Eternidade" (Patmos Music, 2011)

## Gravação do DVD Ao Vivo
O trabalho de mais de 35 anos teve seu ápice no dia 11 de abril de 2008, com a gravação do DVD ao vivo no Centro de Convenções de Curitiba. O show contou com orquestra regida pelo Maestro Misael Passos, que desde o início da carreira de Victorino tem parceria com o cantor. Maestros e músicos evangélicos de várias partes do Brasil, além de profissionais que já participaram de antigas gravações e eventos com o pastor Victorino Silva estiveram presentes na gravação. O auditório recebeu cerca de 900 pessoas e ficou quase lotado.
Alguns dos mais clássicos hinos da música evangélica brasileira e internacional foram lembrados no DVD, como És (de Edison Coelho), Não chores Mais, Deus tem um Plano, Juízo Final, dentre outras mais recentes, como Deus Muda Situações.
A cantora Lília Paz também fez uma participação especial num dueto com o cantor na música O Bom Consolador (Nº. 100 da Harpa Cristã).